# Jerry (téléfilm, 1974)
Pour les articles homonymes, voir Jerry.
 (juin 2008).
Si vous disposez d'ouvrages ou d'articles de référence ou si vous connaissez des sites web de qualité traitant du thème abordé ici, merci de compléter l'article en donnant les références utiles à sa vérifiabilité et en les liant à la section « Notes et références ».
Jerry est un téléfilm de 1974 réalisé par Hal Cooper avec Norman Alden (Winston Barlow).